# Moji přátelé

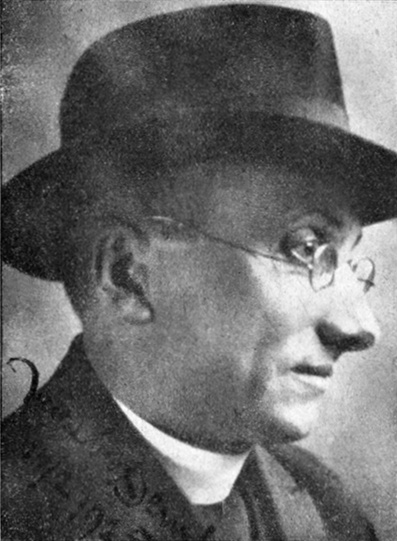
Jakub Deml

Moji přátelé je soubor básní v próze od Jakuba Demla. Poprvé byl publikován v roce 1913, autor jej však postupně doplňoval o další texty. Básně jsou koncipovány jako apostrofy ke květinám, které slouží jako symbol krásy a něhy v kontrastu ke krutému světu.

## Vznik díla
Dílo Moji přátelé vznikalo v podstatě ve třech etapách. První část byla napsána ve Staré Říši u Josefa Floriana v roce 1909, druhá v Praze roku 1913, oba tyto celky roku 1913 také poprvé vyšly knižně. Třetí část napsal Deml v Jinošově roku 1917 a oddíl vyšel téhož roku společně s předchozími dvěma částmi. Jakub Deml knihu pak po celý život doplňoval – ve třicátých letech knihu rozšířil o rozsáhlou Pupavu (1935) a v padesátých letech o Koniklec (1951). Různé varianty apostrof květin se také objevovaly v dopisech přátelům. Poslední báseň v próze nese název Ledové květy (1959), tento rukopis označil Deml jako poslední kapitolu Mých přátel.

## Obsah
Kniha Moji přátelé tlumočí básníkovy dojmy, nálady a reflexe. Jednotlivé promluvy s květinami odráží básníkův život, jeho mládí, přátele a rodinu.
Jakub Deml v této knize vedle sebe klade fakta svého života a vědomí na přeskáčku, bez chronologie. V jednotlivých básních jsou apostrofovány nejrůznější květiny, jsou oslovovány básníkem, který s nimi vede dialog. Názvy květin se často odkazují k Demlovu životu. V jejich záblescích lze spatřit Demlovo dětství, venkovské a lidové tradice, české klasiky, siluety matky a přátel. Květiny tedy představují lidské bytosti, často i konkrétní. Básně v próze mají volnou kompozici, místy se objevuje i rým. Jedná se o milostnou, intimní a přírodní lyrizovanou prózu.
Květiny jsou zástupný symbol pro veškeré krásy a něhy a stojí v protikladu ke světu utrpení a smrti. Důležitým symbolem je v knize láska, která může tuto protikladnost zrušit.

## Přijetí díla a interpretace
Moji přátelé jsou Demlovou nejvydávanější a čtenářsky nejpopulárnější knihou. Kniha byla F. X. Šaldou a Vítězslavem Nezvalem označena za „lyrické arcidílo české literatury“. Zároveň kniha upevnila Demlovo postavení v soudobé literatuře a stala se významným impulsem při rozbíjení konvenčních schémat tradiční přírodní lyriky. Zároveň kniha znamenala dovršení Demlovy první tvůrčí etapy jejíž vnitřní rytmus byl určován především prožitkem snů, které zpochybňovaly skutečnost.

## Jazyk
V knize Moji přátelé se četně vyskytuje personifikace. Básník rostlinám připisuje lidské vlastnosti a činy, rozmlouvá s nimi a ony odpovídají. Apostrofa se v textu objevuje při oslovování jednotlivých rostlin. V knize hojně využíváno přirovnání na základě podobnosti a text opírá o podobu květiny (ječmen má copánky, jitrocel sídlí ve vysokém minaretu), častá je však také práce s obecným kulturním povědomím, které se s danou rostlinou pojí (například smutek a šílenství u blínu).